# Mesnil-Follemprise
Mesnil-Follemprise és un municipi francès situat al departament del Sena Marítim i a la regió de Normandia. L'any 2007 tenia 125 habitants.

## Demografia

### Població
El 2007 la població de fet de Mesnil-Follemprise era de 125 persones. Hi havia 50 famílies de les quals 8 eren unipersonals (8 dones vivint soles i 8 dones vivint soles), 19 parelles sense fills, 19 parelles amb fills i 4 famílies monoparentals amb fills.
La població ha evolucionat segons el següent gràfic:
Habitants censats

### Habitatges
El 2007 hi havia 54 habitatges, 47 eren l'habitatge principal de la família, 5 eren segones residències i 2 estaven desocupats. Tots els 54 habitatges eren cases. Dels 47 habitatges principals, 42 estaven ocupats pels seus propietaris i 5 estaven llogats i ocupats pels llogaters; 1 tenia dues cambres, 9 en tenien tres, 13 en tenien quatre i 24 en tenien cinc o més. 31 habitatges disposaven pel capbaix d'una plaça de pàrquing. A 17 habitatges hi havia un automòbil i a 22 n'hi havia dos o més.

### Piràmide de població
La piràmide de població per edats i sexe el 2009 era:
| Homes | Edats   | Dones |
| ----- | ------- | ----- |
| 0     | 95 o +  | 0     |
| 0     | 90 a 94 | 0     |
| 0     | 85 a 89 | 0     |
| 0     | 80 a 84 | 0     |
| 0     | 75 a 79 | 8     |
| 0     | 70 a 74 | 0     |
| 0     | 65 a 69 | 0     |
| 16    | 60 a 64 | 16    |
| 0     | 55 a 59 | 4     |
| 4     | 50 a 54 | 0     |
| 4     | 45 a 49 | 4     |
| 4     | 40 a 44 | 4     |
| 4     | 35 a 39 | 4     |
| 4     | 30 a 34 | 4     |
| 12    | 25 a 29 | 0     |
| 0     | 20 a 24 | 4     |
| 12    | 15 a 19 | 8     |
| 0     | 10 a 14 | 8     |
| 0     | 5 a 9   | 0     |
| 4     | 0 a 4   | 4     |

## Economia
El 2007 la població en edat de treballar era de 67 persones, 51 eren actives i 16 eren inactives. De les 51 persones actives 46 estaven ocupades (28 homes i 18 dones) i 5 estaven aturades (2 homes i 3 dones). De les 16 persones inactives 3 estaven jubilades, 4 estaven estudiant i 9 estaven classificades com a «altres inactius».

### Ingressos
El 2009 a Mesnil-Follemprise hi havia 49 unitats fiscals que integraven 130 persones, la mediana anual d'ingressos fiscals per persona era de 13.055 €.

### Activitats econòmiques
Dels 8 establiments que hi havia el 2007, 1 era d'una empresa de fabricació d'altres productes industrials, 3 d'empreses de construcció, 1 d'una empresa financera i 3 d'empreses de serveis.
Dels 3 establiments de servei als particulars que hi havia el 2009, 2 eren paletes i 1 fusteria.
L'any 2000 a Mesnil-Follemprise hi havia 7 explotacions agrícoles que ocupaven un total de 332 hectàrees.

## Poblacions més properes
El següent diagrama mostra les poblacions més properes.